# Jitsuyō Jidōsha Seizō
Jitsuyō Jidōsha Seizō K.K. (jap. 実用自動車製造株式会社) war ein Hersteller von Kraftfahrzeugen aus Japan.

## Unternehmensgeschichte
Der Amerikaner William R. Gorham entwarf in Japan einen Lastkraftwagen und 1918 ein leichtes Dreirad-Automobil, das der körperbehinderte Unternehmer Yumito Kushibiki benutzte und ging diesbezüglich auf das Unternehmen Kubota aus Osaka zu. Dieses gründete dann Jitsuyō Jidōsha Seizō zur Produktion dieser Fahrzeuge. Der Markenname lautete zunächst Gorham und ab 1923 Lila. 1926 kam es zum Zusammenschluss mit Kaishinsha zu Datsun. 1927 endete die Produktion des Lila.

## Fahrzeuge
Vom Gorham-Dreirad entstanden etwa 250 Fahrzeuge. Außerdem ergänzte ein vierrädriges Fahrzeug das Sortiment. Für beide Modelle ist der Bauzeitraum von 1919 bis 1922 angegeben. Sie hatten einen Motor mit 880 cm³ Hubraum, der je nach Ausführung 7 PS, 8 PS oder 10 PS leistete. Der Motor war in Fahrzeugmitte montiert und trieb die Hinterachse an. Genannt werden offene Personenkraftwagen, Kastenwagen und leichte Lastkraftwagen.
Bereits 1921 gab es den ersten Prototyp des Lila. Die Serienversion erschien 1923. Er war konventioneller gestaltet und als viertürige Limousine erhältlich. Er hatte einen Vierzylindermotor. Überliefert sind 850 cm³ Hubraum und sowohl 8,4 PS als auch 10 PS. Der Frontmotor trieb die Hinterräder an. Genannt werden Phaeton, Limousine, Roadster und Pick-up. Im ersten Jahr entstanden etwa 200 Fahrzeuge.